# Stranda ÍF
Le Stranda Ítróttarfelag ou STIF est un club de handball situé à Sjóvar aux Îles Féroé.

## Palmarès
Compétitions nationales
- Championnat des Îles Féroé (5) : 1943, 1944, 1945, 1999, 2003